# Vélib’

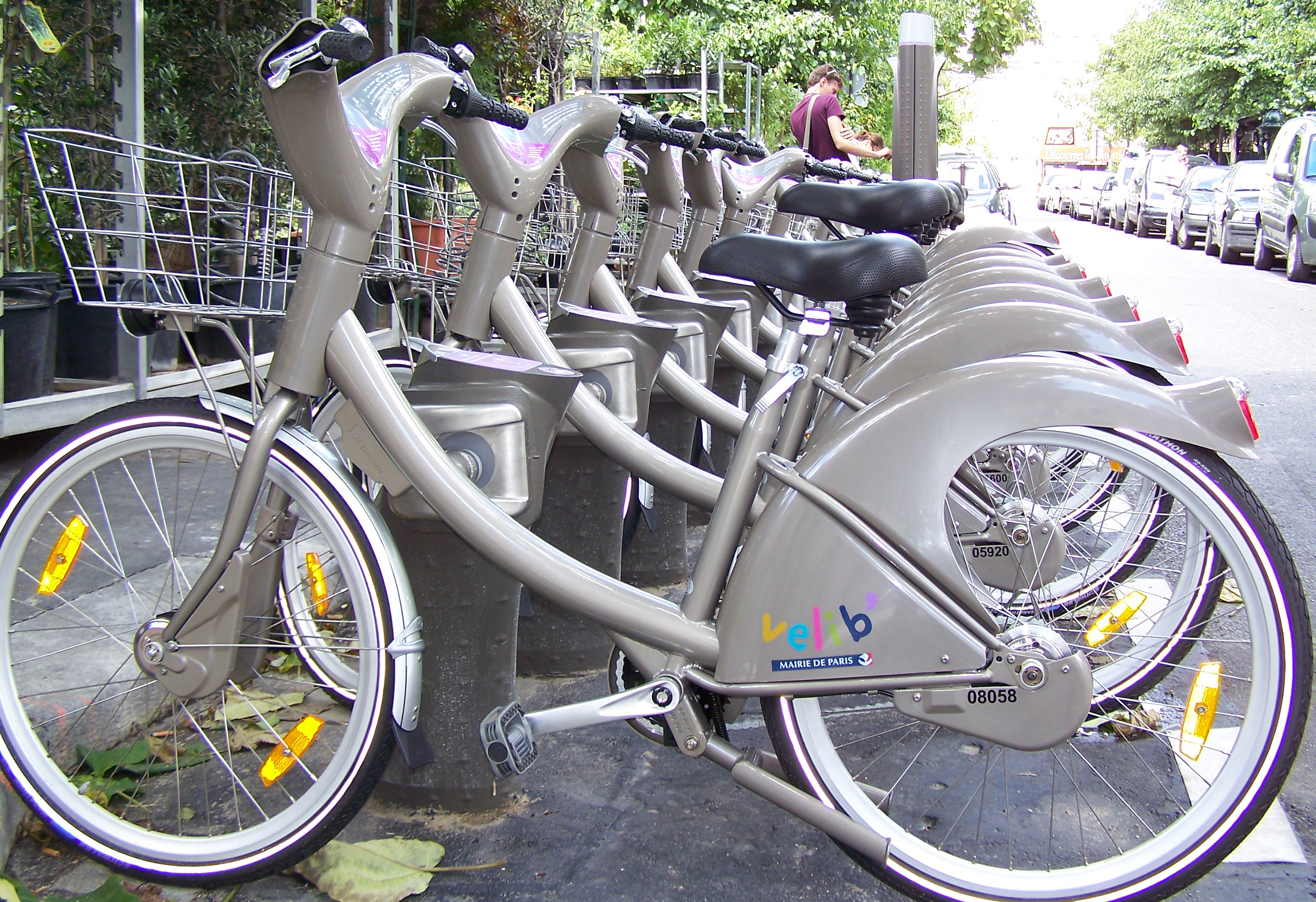
Rowery na stacji automatycznego wypożyczania

Vélib’ (z franc. vélo libre lub vélo liberté: „darmowy rower” lub „rowerowa wolność”) to publiczny system wynajmu rowerów w Paryżu. Uruchomiono go 15 lipca 2007 roku, udostępniając 10 tys. rowerów miejskich w 750 automatycznych wypożyczalniach (stacji Vélib’). Każda ze stacji zawiera co najmniej 15 stanowisk z rowerami. W późniejszym czasie liczbę rowerów i stacji zwiększono odpowiednio do 20 tys. i 1 450. Średnia odległość między stacjami wynosi w centrum około 300 metrów.